# Diacrítico
Um diacrítico (do grego: διακριτικός, "que distingue") é um sinal gráfico que se coloca sobre, sob ou através de uma letra para alterar a sua realização fonética, isto é, o seu som, ou para marcar qualquer outra característica linguística. São exemplos: acento agudo, acento grave, acento circunflexo, trema, til, mácron, caron, braquia.
No que diz respeito à acentuação gráfica das palavras, uma ideia equivocada, que geralmente se tem, é achar que são os acentos que fazem com que os fonemas modifiquem seu som. Pensa-se, por exemplo, que é o acento agudo "´" que faz com que /é/ seja pronunciado de modo "mais aberto" do que /e/. Ou então, outro exemplo, algumas pessoas ficam tentando pronunciar "corretamente" o a com crase [à] repetindo duas vezes a pronúncia da vogal [aa].
A linguística moderna esclareceu de uma vez por todas tal equívoco. Trabalhos como os de Ferdinand de Saussure, Roman Jacobson, Emille Benvenist, André Martinet, Louis Hjelmslev e muitos outros que, no século XX, proporcionaram tamanho impulso aos conhecimentos linguísticos, principalmente a linguística estruturalista, tornaram claro que, em todas as línguas, a escrita é uma representação da fala, e não o contrário como se costuma pensar. As letras são uma tentativa de representação dos fonemas da fala, mas apenas tentativa, pois as representações nunca são perfeitas, o que é bastante fácil de constatar. Basta lembrar que, dentre os mais variados agrupamentos étnicos do mundo, existem povos cujas línguas nem sequer têm escrita, e, no entanto, nem por isso deixam de ter fala, e usam-na normalmente no seu dia a dia.
Desse modo, os sinais diacríticos, assim como todo o sistema da escrita, nada mais são do que uma tentativa de representar os sons dos fonemas. O acento de /é/ tem meramente a função gráfica de representar esse som, preexistente na língua, que é a vogal aberta a ele associada.

## História
A notação ocidental visivelmente instaurou-se em função da voz e de seus registros, bem como das propriedades gramaticais da línguas grega e latina. Desde o século II a.C, Aristófano de Bizâncio havia concebido um sistema de notação para a língua grega em que o acento agudo indicava a elevação da voz, o acento grave sugeria o seu abaixamento, o acento circunflexo sinalizava uma elevação suave e um ponto marcava a queda, seguida da interrupção da voz, no fim da frase. O próprio termo acento (accentus = ad cantus) nos faz mergulhar na origem da constituição melódica.

## Lista
- Acento agudo (´) — é usado na maioria dos idiomas para assinalar geralmente uma vogal aberta ou longa. Em português, aparece em todas as vogais tônicas na última sílaba ou na antepenúltima sílaba. Aparece também nos grupos "em" e "ens" (como em armazém, além, etc.) e para separar as letras i e u dentro de um hiato (como em alaúde). Em idiomas como o holandês e o islandês, pode funcionar como marca diferencial em palavras homônimas cujo significado não pode ser inferido pelo contexto. Na escrita pinyin do mandarim indica o segundo tom, de baixo para cima. Em polonês pode aparecer sobre as consoantes c e n para indicar a palatização (passando a ser pronunciadas como /tch/ e /nh/).
- Acento grave (`) — era usado geralmente para designar uma vogal curta ou grave em latim e grego. Em português serve para marcar a crase. É de uso frequente em italiano e francês para marcar a sílaba tônica de algumas palavras. Em norueguês e romeno, serve como acento para desambiguação de palavras. Na escrita pinyin, indica o quarto tom, de cima para baixo.
- Acento circunflexo (^) — é um sinal diacrítico usado em português, francês e galês. Tem função de marcar a posição da sílaba tônica. No caso específico do português, aparece sobre as vogais a, e, o, quando são tônicas na última ou antepenúltima sílaba (p. ex.: lâmpada, pêssego, supôs), as quais assumem timbre fechado. Em francês é usado para marcar vogais longas decorrentes da supressão da letra s na evolução histórica da palavra (p. ex. hospital → hôpital).
- Caron (ˇ), ou circunflexo invertido — é um acento inexistente em português. Aparece em várias línguas balto-eslavas e línguas urálicas sobre consoantes para indicar a palatização. Também indica o terceiro tom na escrita pinyin do mandarim (alto - baixo - alto).
- Til (~) — é um sinal diacrítico cujo uso mais frequente é em português. Serve para indicar a nasalização das vogais – atualmente apenas nos ditongos ão, ãe, õe e isoladamente na vogal ã, mas no passado podia aparecer também sobre a vogal e. Também aparece no espanhol sobre a letra n para indicar a palatização (devendo ser pronunciada como /nh/) e no estoniano sobre a letra o para indicar uma vogal intermediária entre /o/ e /e/.
- Trema (¨) — é um sinal gráfico presente em várias línguas românicas e línguas germânicas (em alemão chamado de umlaut). Usado em português do Brasil até o Acordo Ortográfico de 1990 sobre a letra u nos grupos que, qui, gue e gui quando fosse ligeiramente pronunciada, como em freqüência e ungüento; tal uso ainda é presente em espanhol. Em francês, holandês e italiano, serve para marcar a segunda vogal de um hiato. Em alemão, sueco e finlandês aparece sobre as vogais a, o e u para indicar que devem ser pronunciadas como vogais posteriores.
- Cedilha (¸) é usada geralmente para indicar que uma consoante deve ser pronunciada de forma sibilante. Em português, francês e turco aparece sob a letra c (ç); no caso do turco, para indicar a palatização. Em romeno aparece sob as letras s e t.
- Anel (˚) — é um acento inexistente em português. Aparece nas línguas escandinavas sobre a letra a (å) para indicar que deve ser pronunciada como /ó/. Também aparece em checo sobre a letra u para indicar que deve ser pronunciada como uma vogal longa.
- Ogonek (˛) — é um acento usado no polonês, colocado abaixo das vogais nasais (ą, ę, ǫ, ų). Tem a mesma função do til em português.

## Usos
- A língua inglesa não costuma utilizar diacríticos, exceto em certas palavras como zoölogist e coöperation (a revista The New Yorker é um exemplo conhecido de publicação que o usa) e em casos de palavras oriundas de outros idiomas, tais como naïve e café.

De forma geral as línguas eslavas são as que mais apresentam casos de letras com diferentes diacríticos.
Nas línguas escandinavas e bálticas, bem como em húngaro, turco, romani, catalão e galego encontram-se muitos sinais diacríticos, porém em menor escala do que nas eslavas.
- Várias romanizações da língua chinesa usam o trema, mas apenas no u (ü). No pinyin, os quatro tons do mandarim são marcados pelo mácron, acento agudo, caron e acento grave.
- O aimará usa "horn" (chifre) sobre P, T, K, Q, Ch
- O guarani usa agudo, e til em todas as vogais mais o Y, N e G.
- O catalão usa grave, agudo, cedilha e diérese (ou trema).
- O checo (tcheco) usa agudo, caron e anel.
- O francês usa grave, agudo, circunflexo, cedilha e diérese.
- O italiano usa agudo e grave.
- O português usa agudo, grave (a crase), circunflexo, til e cedilha; até a entrada em vigor do Acordo Ortográfico de 1945 em Portugal, África, Ásia e Oceania – e até entrada em vigor do Acordo Ortográfico de 1990 no Brasil –, usava o trema.
- O neerlandês usa o trema. Por exemplo: em ruïne ele indica que o u e o i são separadamente pronunciados de suas formas normais. Ele funciona como sinal de separação e não como uma indicação de uma versão alternativa do i. Os diacríticos podem ser usados para dar ênfase (érg koud para muito frio) ou para desambiguação entre o numeral um e o artigo um (één appel, uma [numeral] maçã; een appel, uma [artigo] maçã). Os acentos grave e agudo são usados por um pequeno número de palavras, a maioria palavras emprestadas de outros idiomas.
- No estoniano carons no š ou ž podem aparecer apenas em nomes próprios estrangeiros e em palavras emprestadas de outros idiomas, mas podem ser também substituídas por sh ou zh em alguns textos. O apóstrofo pode ser usado na declinação de alguns nomes estrangeiros para separar a raiz de qualquer declinação final; Por exemplo, Monet'  ou Monet'sse para os casos genitivo e ilativo, respectivamente, para o famoso pintor Monet.
- O esperanto usa circunflexo e braquia.
- Em castelhano utiliza-se o acento agudo, trema (diæresis) para assinalar a separação das vogais nos ditongos gue/güe e gui/güi (cigüeña, pingüino) e til.[3]
- Na análise das línguas que usam o alfabeto latino, pode-se observar:

As vogais são as letras mais sujeitas a diacríticos no conjunto dos idiomas;
As consoantes B, F, M, V, X não apresentam diacríticos em nenhuma língua;
As consoantes W (galês), H (maltês), J (esperanto), P e Q (aimará), Y e G (tupi e guarani respectivamente) apresentam diacríticos localizados apenas nessas poucas línguas;
O G com til é usado apenas em idiomas indígenas da América, principalmente as do tronco tupi, como o guarani paraguaio, sirionó, kawahib e mundurukú;
A letra G apresenta, considerando diversos idiomas, seis tipos diferentes de diacríticos; N e S apresentam, cada, cinco tipos; quatro são os diacríticos para o L;
C, S, Z apresentam diacríticos em grande quantidade de idiomas;
Há menos usos de diacríticos para D, T, R, K.

## Desafios na informática
O advento da ciência da informação e da ampla distribuição de textos codificados em computador entre várias culturas trouxe um desafio de representação dos sinais diacríticos. Um dos resultados é o problema conhecido como Mojibake, criado (entre outras situações) quando não há suficiente coerência entre os métodos de codificação de diacríticos empregados em um conjunto de programas de computador.
A popularização da World Wide Web (mais conhecida simplesmente como Web ou www) aumentou muito a demanda para a correta representação de sinais diacríticos entre computadores das mais variadas nacionalidades. Por esse motivo a linguagem HTML, muito usada para disponibilizar textos na WWW, inclui um conjunto bastante completo de códigos padronizados para representação de diacríticos. Veja também: Unicode.